# Gabriel Marcillac
Gabriel Marcillac, né le 9 août 1904 à Montpellier, mort le 4 octobre 1984 à Châteauroux, est un coureur cycliste français. Il courut les Six-Jours
En 1929, il est entraîné par Georges Sérès.

## Palmarès
- 1921
  - 3e de Paris-Évreux
- 1922
  - Paris-Évreux
  - 2e du Circuit du Sud (Tour du Maroc - Amateur)
- 1925
  - Paris-Contres
- 1926
  - 2e du Critérium des As
- 1927
  - Critérium des As
  - 2e des Six Jours de New York, hiver (avec Georges Faudet)
  - 2e des Six Jours de Détroit (avec Georges Faudet)
- 1928
  - Six Jours de Marseille (avec Georges Faudet)
  - 2e des Six Jours de Paris d'Été, Vélodrome Buffalo (avec Georges Faudet) [4]